# Condictio certae rei
Die condictio certae rei (deutsch: Herausgabe einer bestimmten Sache) bezeichnet im römischen Formularprozess der Zeit des Prinzipats die spezifische Klage des Gläubigers auf Verschaffung des Eigentums oder Übertragung von Besitz an einer bestimmten Sache. 
Die Verpflichtung erwuchs hauptsächlich aus dem Rechtsverhältnis der Stipulation, die als Verbalvertrag ein förmliches Leistungsversprechen zum Gegenstand hatte. Voraussetzung war bereits in der Antike, dass der Schuldner die Übereignung beziehungsweise Besitzverschaffung mit Fälligkeit noch nicht erbracht hatte.